# Nicholsina usta
Nicholsina usta es una especie de peces de la familia Scaridae en el orden de los Perciformes.

## Morfología
• Los machos pueden llegar alcanzar los 30 cm de longitud total.

## Subespecies
- Nicholsina usta collettei  (Schultz, 1968.
- Nicholsina usta usta (Valenciennes, 1840.

## Distribución geográfica
Se encuentra desde Nueva Jersey (Estados Unidos) y el norte del Golfo de México hasta el Brasil. Ausente de Bermuda, las Bahamas y Indias Occidentales (a excepción de las Grandes Antillas ).